# Джан Нікола Берті
Джан Нікола Берті (італ. Gian Nicola Berti; нар. 9 серпня 1960, Сан-Марино, Сан-Марино) — спортсмен, тренер і політичний діяч Сан-Марино, капітан-регент Сан-Марино з 1 квітня 2016 року до 1 жовтня 2016 року.

## Біографія
Джан Нікола Берті народився в серпні 1960 року в столиці Сан-Марино. Є братом режисера та колишнього капітана-регента Сан-Марино Марії Луїзи Берті. Нотаріусо і адвокат. Батько, Джан Луїджі Берті також обіймав посаду капітана-регента Сан-Марино (1993—1994).
В березні 2016 року, від руху «Ми — санмаринці», він був обраний на посаду капітана-регента разом з Массимо Андреа Уголіні на термін з 1 квітня до 1 жовтня 2016 року.